# Montigny (Loiret)
Montigny ist eine französische Gemeinde mit 243 Einwohnern (Stand: 1. Januar 2022) im Département Loiret in der Region Centre-Val de Loire. Sie gehört zum Arrondissement Orléans (bis 2017: Arrondissement Pithiviers) und zum Kanton Pithiviers. Die Einwohner werden Montignois genannt.

## Geographie
Montigny liegt etwa 27 Kilometer nordöstlich von Orléans. Umgeben wird Montigny von den Nachbargemeinden Attray im Norden, Westen und Osten Santeau im Südosten sowie Chilleurs-aux-Bois im Süden.
An der südlichen Gemeindegrenze fließt der BachLaye du Nord, ein Zufluss der Essonne. Parallel dazu verläuft die Autoroute A 19. 

## Bevölkerungsentwicklung
| Jahr                       | 1962 | 1968 | 1975 | 1982 | 1990 | 1999 | 2006 | 2018 |
| Einwohner                  | 205  | 184  | 170  | 160  | 202  | 221  | 279  | 242  |
| Quellen: Cassini und INSEE |      |      |      |      |      |      |      |      |

## Sehenswürdigkeiten

Kirche Saint-Aignan

- Kirche Saint-Aignan

## Persönlichkeiten
- Pierre-Jules-César de Rochechouart (1698–1781), Bischof von Évreux (1733/1734) und von Bayeux (1753–1776)